# Pradópolis
Pradopoli o Pradópolis (in portoghese brasiliano) è un comune del Brasile nello Stato di San Paolo, parte della mesoregione di Ribeirão Preto e della microregione omonima.